# Madeleine Lamberet
Madeleine Lamberet Harcourt, conocida simplemente como Madeleine Lamberet (París, 6 de marzo de 1908-Ibid., 9 de mayo de 1999), fue una artista y anarquista francesa.
Era hermana de Renée Lamberet, historiadora también de signo libertario.

## Biografía
Madeleine Lamberet nació en París el 6 de marzo de 1908. Provenía de una familia de librepensadores en la que destacó también su hermana Renée. Se interesó desde muy joven por la pintura, el dibujo y el grabado. Esto la llevó a estudiar en la Escuela de artes decorativas y posteriormente continuó su aprendizaje en talleres de, entre otros, Maurice Denis, Paul Signac o Édouard Vuillard. En 1929 tuvo su primera exposición en el Salón de otoño junto a cuadros de Pablo Picasso o Pierre Bonnard y en 1934 compartió el premio Blumenthal.

### Militante libertaria y profesora de dibujo
Lamberet, de ideas sólidamente anarquistas, participó en el periódico Le libertaire y en 1936 asistió a un congreso de la Confederación Nacional del Trabajo en plena Revolución española. Allí realizó numerosos retratos a militantes cenetistas.
En 1937 comienza a dar clases de Dibujo en París, tarea que no dejará hasta su jubilación en 1969. Compaginó su tarea docente con la ayuda y el compromiso que mantuvo con los refugiados en Francia. Entre otras de las propuestas que recibió estuvo la de colaborar falsificando documentos en el taller de Laureano Cerrada. Tras terminar la Guerra civil española se instala en París, en Montmartre, junto al anarquista búlgaro exiliado Georges Balkanski.
Hacia finales de los años 40 Lamberet estuvo participando de manera activa en la Asociación Internacional de los Trabajadores y colaborando con el exilio anarquista español. En 1947 viajó a Bulgaria para servir de enlace entre anarquistas búlgaros exiliados y del interior del país.

### Últimos años
En 1969 se jubiló. En 1980 se ocupó, tras la muerte de su hermana Renée, de cuidar los archivos de esta. Madeleine Lamberet falleció el 9 de mayo de 1999 en París. Cinco días después su cadáver fue incinerado.

## Homenajes

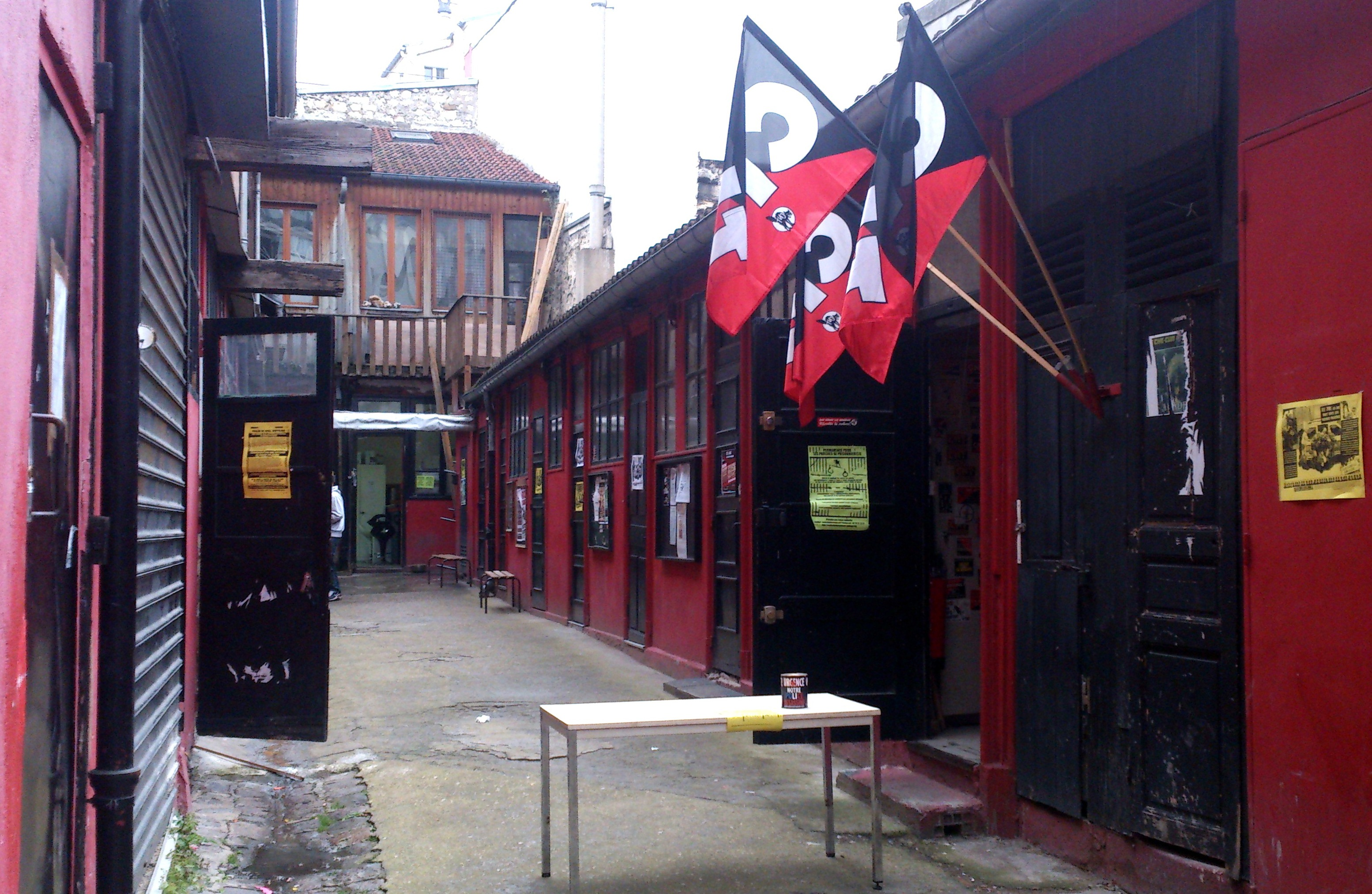
Sede de la CNT francesa en la rue des Vignoles, París.

El sindicato anarcosindicalista francés CNT decoró su sede en la rue des Vignoles en París con sus cuadros.